# 奧斯本鎮區 (堪薩斯州索姆奈縣)
奧斯本鎮區（英語：Osborne Township）為美國堪薩斯州索姆奈縣轄下的鎮區。2010年美国人口普查中此鎮區人口有257人。

## 地理
奧斯本鎮區涵蓋總面積為89.2平方（34.45平方英里），其中陸地面積為89.2平方（34.45平方英里），水域面積為0平方（0.00平方英里）或0.00%。

## 人口統計
根據2010年美國人口普查，奧斯本鎮區人口有257人，其中男性有122人，女性有135人，人口密度為每平方公里2.88人，住房計116戶。鎮區內的白人有254人，非裔美國人有0人，美洲原住民有0人，亞裔美國人有1人，太平洋島裔美國人有0人，其他種族有1人，混血種族則有1人。此外鎮區內有4人為西班牙裔或拉丁裔美國人。此鎮區之年齡中位數為44.3歲，而男性年齡中位數為47.0歲，女性年齡中位數為41.5歲。

## 交通

### 主要公路
- 160號美國國道
- 49號堪薩斯州州道